# Parsennbahn
Parsennbahn (skr. DPB) – dwusekcyjna (przesiadka na stacji Höhenweg) kolej linowo-terenowa w szwajcarskim Davos (kanton Gryzonia). Linia łączy miasto Davos z grzbietem Weissfluhjoch i terenem narciarskim Parsenn. Różnica poziomów wynosi 1105 m. Najbliższą stacją kolei publicznej jest Davos Dorf.

## Historia
Kolej została zbudowana w okresie międzywojennym (otwarcie nastąpiło w 1931), w początkach rozwoju masowego ruchu narciarskiego, celem uzyskania dostępu do obszaru Weissfluhjoch, który jest jednym z najlepszych terenów narciarskich w Szwajcarii. Linia jest jedną z najdłuższych kolei linowo-torowych w Szwajcarii, mając długość 4048 metrów (dwa odcinki). Dolny odcinek jest bardziej stromy (47,7%) niż górny (31%). Każdy z czterech składów obsługujących linię składa się z dwóch oddzielnych wagonów z trzema przedziałami każdy. Dolna sekcja została odnowiona w grudniu 2002. Kursują tam dwa nowe składy.
Wjazd na Weissfluhjoch zapewnia dobre widoki na okoliczne szczyty alpejskie. Jazdę można kontynuować dalej, koleją linową na Weissfluhgipfel. Piesze wejście na Weissfluhjoch zajmuje około 3,5 godziny.

## Parametry
Parametry linii:
|                       | Dolna sekcja             | Górna sekcja             |
| --------------------- | ------------------------ | ------------------------ |
| Numery wagonów        | zestaw 2x2               | zestaw 2x2               |
| Liczba przystanków    | 2                        | 2                        |
| Układ torowisk        | pojedynczy tor z mijanką | pojedynczy tor z mijanką |
| Długość linii         | 1860 m                   | 2188 m                   |
| Przewyższenie         | 662 m                    | 444 m                    |
| Maksymalne pochylenie | 47,7%                    | 33%                      |
| Rozstaw szyn          | 1200 mm                  | 800 mm                   |
| Pojemność składu      | 200 pasażerów na skład   | 170 pasażerów na skład   |
| Prędkość maksymalna   | 10 m/s                   | 6,2 m/s                  |
| Czas jazdy            | 4 minuty                 | 10 minut                 |

## Galeria

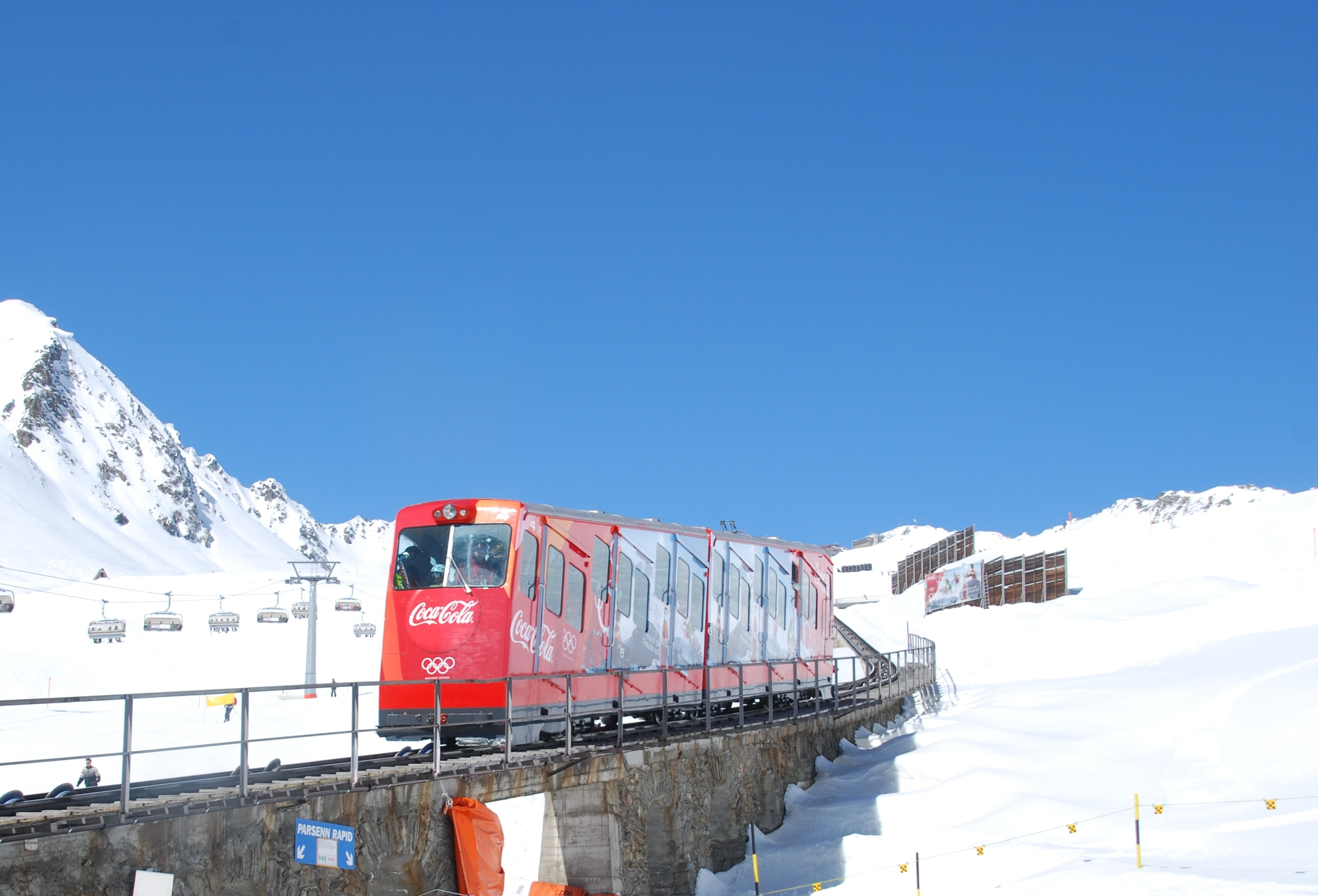
Wagon na trasie
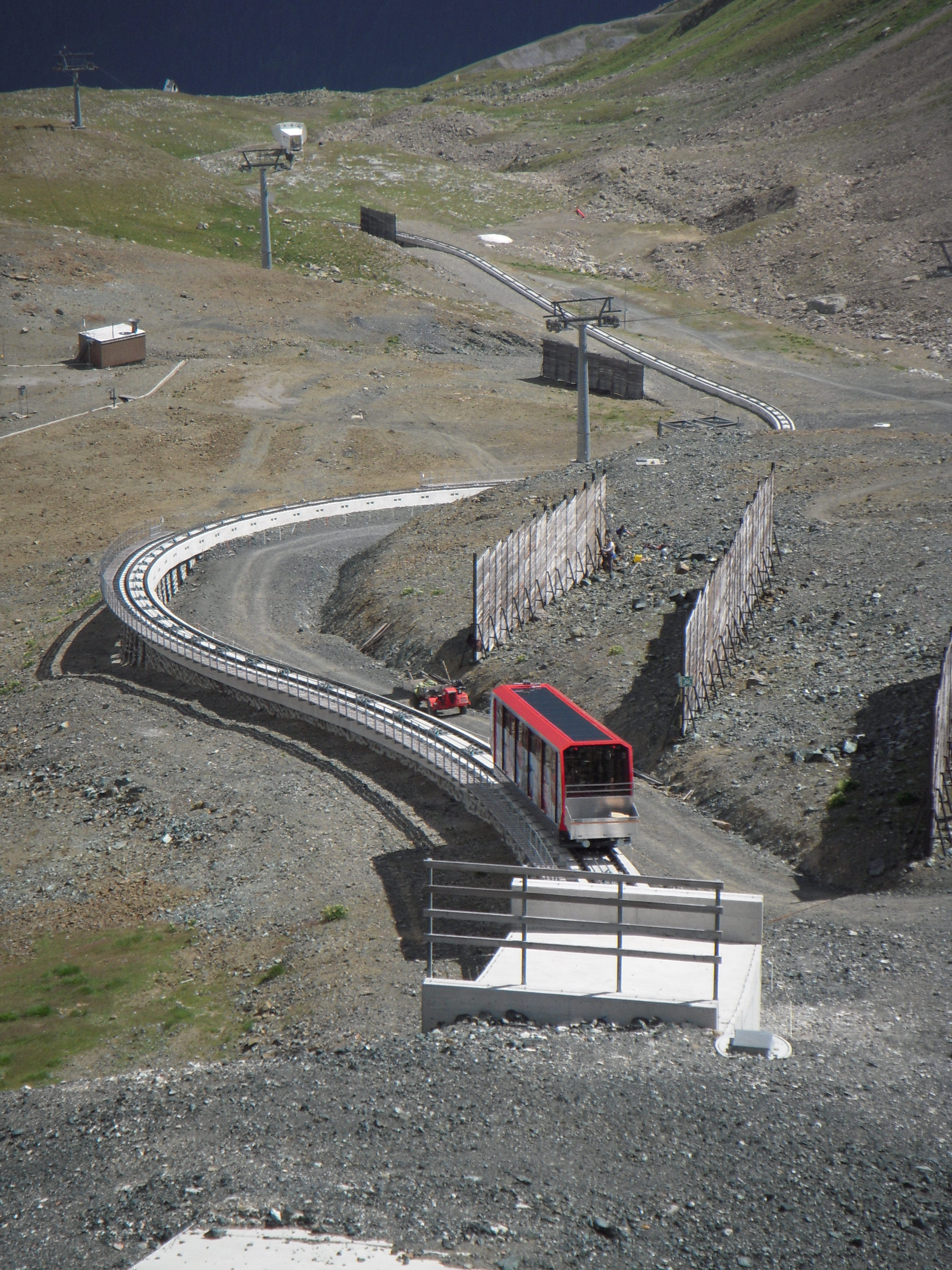
Fragment linii
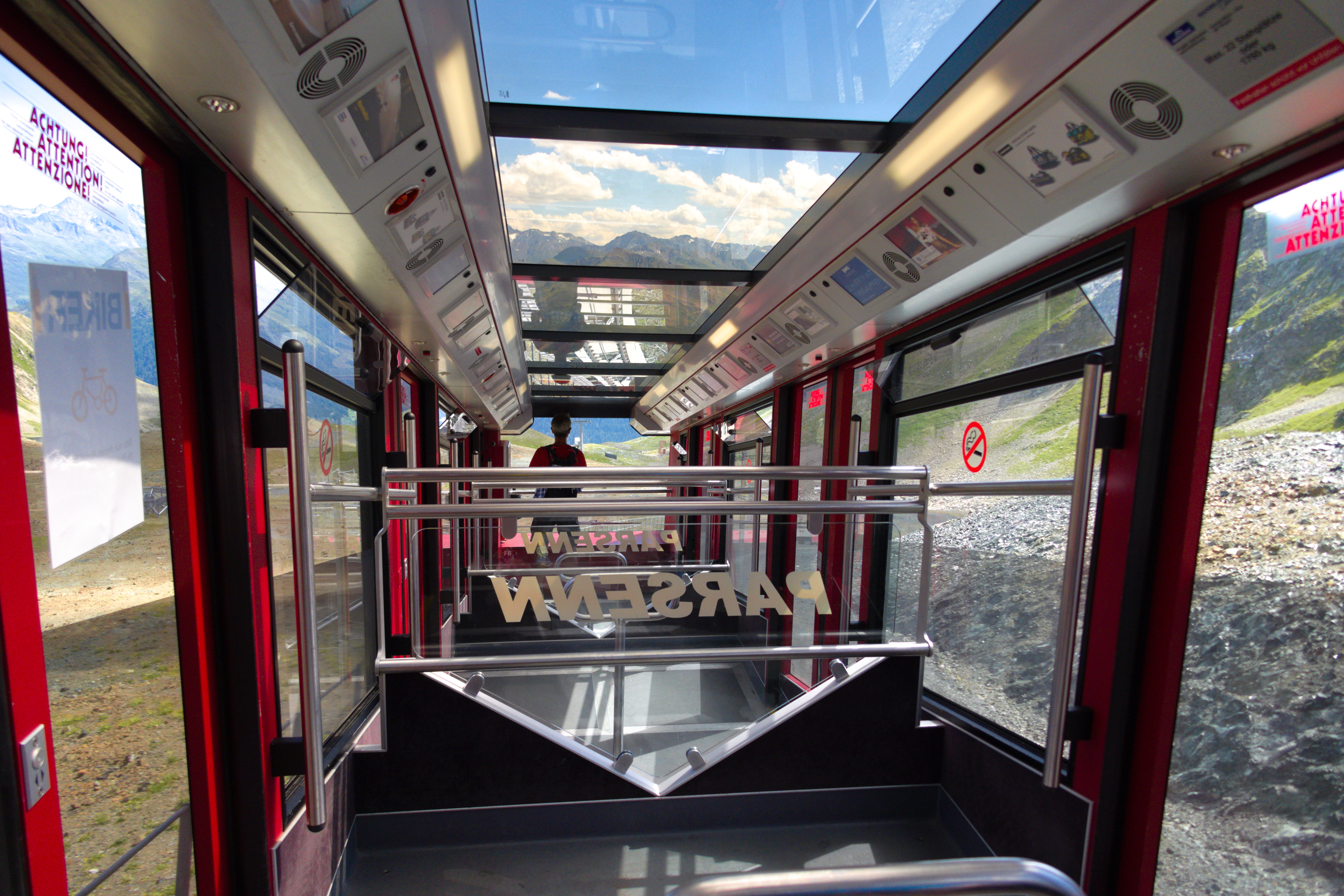
Wnętrze wagonu